# شهرستان زییوان
شهرستان زییوان (به لاتین: Ziyuan County) یک شهرستان‌های جمهوری خلق چین در چین است که در گویلین واقع شده‌است.
 شهرستان زییوان ۱٬۹۵۴ کیلومتر مربع مساحت و ۱۷۰٬۰۰۰ نفر جمعیت دارد.